# 平井夏貴
平井 夏貴（ひらい なつき、1985年7月14日 - ）は、日本の女優。ミヤケノシネマ所属。東京都出身。

## 人物
銭湯巡りが趣味で、銭湯検定3級、サウナ・スパ健康アドバイザー、サウナ・スパプロフェッショナルを取得している。

## 略歴
高校卒業後、青年座研究所に入所し退所。

## 出演

### 映画
- もしかしたらバイバイ！（2011年、高畑鍬名•滝野弘仁監督）- 鮎川　役
- 耳をかく女（2012年、堀内博志監督）
- FUCK ME TO THE MOON（2013年、高畑鍬名•滝野弘仁監督　MOOSIC LAB ）- カヨちゃん　役
- ひかりをあててしぼる（2016年、坂牧良太監督）
- ピンぼけシティライツ（2016年、東海林毅監督）- 社員　役
- 探偵は、今夜も憂鬱な夢を見る。（2017年、櫻井信太郎監督）- 王英里子　役
- いつも月夜に米の飯（2018年、加藤綾佳監督）- ラジオDJ(声)
- 母さんがどんなに僕を嫌いでも（2018年、御法川修監督）- 看護師　役
- 検察側の罪人 （2018年、原田眞人監督）
- イソップの思うツボ（2019年、上田慎一郎・中泉裕矢・浅沼直也監督）- 再現アニメの美羽(声)
- AI崩壊（2020年、入江悠監督監督）
- the believers ビリーバーズ（2020年、平波亘監督）-  酔っ払いOL 役
- 片袖の魚[4]（2021年、東海林毅監督）- 女性社員　役
- ミドリムシの姫（ 2022年、真田幹也監督）- 幼稚園の先生　役
- 老ナルキソス （ 2023年、東海林毅監督）- 病院事務員　役

### テレビドラマ
- ワーキングデッド ～働くゾンビたち～　第12話（2014年、BSジャパン） - 女子社員 役
- あらすじ名作劇場　カラマーゾフの兄弟（2016年、BS朝日）- ルナ 役
- 総合診療医ドクターGスペシャル　脳卒中（2017年、NHK）
- 野武士のグルメ　第8話（2017年、Netflix）- 女性客　役
- GIVER 復讐の贈与者　第1話（2018年、テレビ東京）- 女性客 役
- 絶対零度 ～未然犯罪潜入捜査～　第10話（2018年、フジテレビ）
- 江戸前の旬 season２　第4貫（2019年、BSテレ東） - 「さかい」の女性客　役
- のの湯　第3,4,7話（2019年、BS12） - 湯客 役
- 妖怪人間ベラ～Episode0（ゼロ）～ 第8話（2020年、Amazon Prime）
- プロミス・シンデレラ　第8話（2021年、TBS）
- 僕の大好きな妻！ 第7話（2022年、フジテレビ系）- 女性客　役
- 罠の戦争[5] 第5話（2023年、フジテレビ系）- 有馬陣営のウグイス嬢　役
- ガンニバル[6]（2025年、Disney+）- 佑奈　役

### Vシネマ
- 死刑ドットネット（2011年、坂牧良太監督） - 千夏役
- 実録!!ほんとにあった恐怖の投稿映像 スペシャル ザ ベスト（2018年）

### 舞台
- お～い!竜馬 【青春篇】（2006年、 原作：武田鉄也 作画：小山ゆう 脚色・演出：西村太佑）
- ら抜きの殺意（2006年、ABUplanning）
- YOJIROS（2007年、劇団マッチョドラゴン 作 ・演出：三又又三）
- 生まれし君に伝えたかったこと（2007年、シンクロナイズプロデュース、 作・演出：久次米健太郎）
- お～い!竜馬 【青春篇ザ・ファイナル】（2008年、劇団マッチョドラゴン、原作：武田鉄也 作画：小山ゆう 脚色・演出：西村太佑）
- 夏の路地（2008年、シンクロナイズプロデュース、作・演出：久次米健太郎）
- どこでもない場所（2008年、うわの空・藤志郎一座、作・演出：村木藤志郎）
- 焼け跡のイエス（2009年、シンクロナイズプロデュース、石川淳原作、作・演出：久次米健太郎）
- 猫（2010年、シンクロナイズプロデュース、作・演出：久次米健太郎）
- わらしべ長者（2012年、公益財団法人すぎのこ芸術文化振興会 人形劇公演）
- 人命救助法、タニンノカオ（2012年、 シンクロナイズプロデュース、安部公房原作 作・演出：久次米健太郎）
- PHⅡ顆粒（2012年、劇団ビタミン大使ABC、作・演出：宮川賢）
- ずいてん、ねずみの嫁入り（2012年、公益財団法人すぎのこ芸術文化振興会、人形劇公演）- 主役
- Ｈと非Ｈ （2013年、劇団ビタミン大使ABC、作・演出：宮川賢）
- カルメン、オレじゃダメなのか。。。 （2013年、シンクロナイズプロデュース、作・演出：久次米健太郎）
- そっくりのくりの木（2015年、公益財団法人すぎのこ芸術文化振興会、人形劇公演、原作：やなせたかし）- 主役
- 二進法の彼女 （2016年、劇団バター猫のパラドックス、第２８回池袋演劇祭 作・演出：石戸浩太）
- 哄笑、時の泡　－おお海よ、波立つ蒼い歳月－ （2016年、萬國四季協會、作：響リュウ　演出：渡辺大策）
- わらしべ長者（2016年、公益財団法人すぎのこ芸術文化振興会、人形劇公演）
- 二進法の砂 （2017年、劇団バター猫のパラドックス、作・演出：石戸浩太朗）
- 解散（2017年、江古田のガールズproduc、作・演出：山崎洋平）
- 小さな声のおともだち（2018年、劇団ビタミン大使ABC、作・演出：宮川賢）
- 海の特攻隊 回天『たからモノ』～KAITEN～（2019年、URAZARU、脚本：迫田元 脚色・演出：太田勝）
- 朗読劇 READING LIVE DREAM 2020 in August （2020年、脚本 : 川滿佐知子、演出 : 小池匠）
- 志の輔らくご ～PARCO劇場こけら落とし～（2020年）

### ナレーション
- LINE VISION tsunekawa×加藤綾佳「旅するクリームソーダ」

### ラジオ
- 七世一樹と笑顔になろうな（2013 - 2015年、すまいるFM）
- マイカでもまーいっか （2015年、渋谷クロスFM）
- 簡易恋愛プログラム 宮川賢のデートの時間でそ?! わがままクイズ二択deデート（2018年、TBSラジオ）